# Жива истина
„Жива истина” је југословенски филм из 1972. године. Режирао га је Томислав Радић који је написао и сценарио.

## Радња
Глумица Божидарка неуспешно тражи посао, а у чекању глумачке шансе сећа се свог тешког детињства ратног сирочета, одлази на забаве с пријатељима... Напослетку долази и на разговор код управника позоришта...
Божидарка Фрајт заправо глуми саму себе, а сличан је случај и с осталим глумцима/ликовима у филму.

## Улоге
| Глумац            | Улога |
| ----------------- | ----- |
| Божидарка Фрајт   |       |
| Ружа Росоци       |       |
| Весна Веселић     |       |
| Златица Дубравчић |       |
| Ирена Ухл         |       |
| Верица Подолшак   |       |
| Зденка Ливајић    |       |
| Инге Грандић      |       |
| Стипе Белобрк     |       |
| Вјеран Зупа       |       |
| Бранко Супек      |       |
| Бранко Иванда     |       |

Остале улоге ▼
| Глумац           | Улога |
| ---------------- | ----- |
| Ивица Бобинац    |       |
| Астрид Турина    |       |
| Дражен Луканчић  |       |
| Миљенко Викић    |       |
| Стефаниа Бласети |       |
| Росалинд Хал     |       |
| Игнац Павковић   |       |
| Мира Волф        |       |
| Марлена Хохњец   |       |

## Награде
- Пула 72'

1. На фестивалу у Пули филм "Жива истина" није уврштен у такмичарски него у пратећи програм, што је изазвало протесте критичара, па је на крају Божидарка Фрајт, мимо правилника, награђена Златном ареном за најбољу женску улогу[2][3][4]
2. Филм је добио и Сребрни венац недељника Студио за најбољег режисера дебитанта[2][5]

- Ниш 72'

1. Царица Теодора, 1. награда за најбољу женску улогу[2][5][6]